# Barau Football Club
Actualités
Le Barau Football Club est un club de football nigérian basé à Kano et récemment promu en Nigeria Premier League (NPFL) pour la saison 2025/2026. Le club est fondé par le sénateur Barau I. Jibrin, vice-président du Sénat du Nigéria,,.
Le Barau FC a été promu en NPFL pour la première fois de son histoire après avoir terminé deuxième des playoffs du Super 8 de la Nationale League (NNL) 2025,.

## Histoire
Le club a été fondé par le sénateur Barau Jibrin. En juin 2024, il a déclaré à Premium Times avoir créé le club pour réduire le taux de chômage chez les jeunes et vouloir en faire une marque mondiale. L’équipe évoluait en troisième division nigériane et avait été promue en Nationale League en battant le Yoca Crocodiles.
Le Barau FC est un rival du Kano Pillars.

## Stade
Le stade du Barau FC est le Dambatta Stadium à Kano.